# Gloria Gresham
Pour les articles homonymes, voir Gresham.
Gloria Gresham est une chef costumière américaine pour le cinéma née à Indianapolis. Diplômée de l'université de l'Indiana en 1967, elle a été nommée aux Oscars du cinéma pour Avalon.

## Filmographie
- 1980 : Urban Cowboy de James Bridges
- 1981 : La Grande Zorro de Peter Medak
- 1982 : Diner de Barry Levinson
- 1982 : Avec les compliments de l'auteur de Arthur Hiller
- 1984 : Footloose de Herbert Ross
- 1984 : Le Meilleur de Barry Levinson
- 1984 : Body Double de Brian De Palma
- 1985 : Fletch aux trousses (Fletch) de Michael Ritchie
- 1986 : Huit millions de façons de mourir de Hal Ashby
- 1988 : Midnight Run de Martin Brest
- 1988 : Jumeaux de Ivan Reitman
- 1989 : SOS Fantômes 2 de Ivan Reitman
- 1989 : Quand Harry rencontre Sally de Rob Reiner
- 1989 : La Guerre des Rose de Danny DeVito
- 1990 : Avalon de Barry Levinson
- 1990 : Misery de Rob Reiner
- 1990 : Un flic à la maternelle de Ivan Reitman
- 1992 : Beethoven de Brian Levant
- 1992 : Des hommes d'honneur de Rob Reiner
- 1993 : Last Action Hero de John McTiernan
- 1994 : L'Irrésistible North de Rob Reiner
- 1994 : Harcèlement de Barry Levinson
- 1995 : Avec ou sans hommes de Herbert Ross
- 1995 : Le Président et Miss Wade de Rob Reiner
- 1996 : Sleepers de Barry Levinson
- 1996 : Les Fantômes du passé de Rob Reiner
- 1998 : Sphère de Barry Levinson
- 1998 : 6 jours, 7 nuits de Ivan Reitman
- 1999 : Liberty Heights de Barry Levinson
- 2000 : L'Enfer du devoir de William Friedkin
- 2000 : Sale Môme de Jon Turteltaub
- 2001 : Bandits de Barry Levinson
- 2003 : Traqué (The Hunted) de William Friedkin
- 2006 : Annapolis de Justin Lin